# Công nghiệp hóa sơ khai
Công nghiệp hóa sơ khai là sự phát triển kinh tế địa phương, cùng với nông nghiệp thương mại hóa, sản xuất thủ công nông thôn hướng tới thị trường bên ngoài (xuất khẩu). Thuật ngữ này được đưa ra vào đầu những năm 1970 bởi các nhà sử học kinh tế, những người lập luận rằng sự phát triển như vậy ở các khu vực của châu Âu giữa thế kỷ XVI và XIX đã tạo ra các tiền đề kinh tế và xã hội dẫn đến Cách mạng Công nghiệp. Các nhà nghiên cứu sau đó cho rằng những điều kiện tương tự đã phát sinh ở những nơi khác trên thế giới.
Công nghiệp hóa sơ khai cũng là một thuật ngữ để chỉ một lý thuyết cụ thể về vai trò của các ngành công nghiệp sơ khai trong sự xuất hiện của Cách mạng Công nghiệp. Các khía cạnh của lý thuyết công nghiệp hóa sơ khai đã bị các nhà sử học khác thách thức. Những người chỉ trích ý tưởng công nghiệp hóa đơn thuần không nhất thiết là những người chỉ trích ý tưởng về các ngành công nghiệp phát triển đã tồn tại một cách nổi bật hoặc đã đóng một vai trò như các yếu tố kinh tế và xã hội.
Sự chỉ trích lý thuyết đã có nhiều hình thức khác nhau - rằng các ngành công nghiệp sơ khai là quan trọng và phổ biến nhưng không phải là yếu tố chính chuyển sang chủ nghĩa tư bản công nghiệp, rằng các ngành công nghiệp sơ khai không đủ khác biệt với các loại hình chế tạo tiền công nghiệp khác hoặc thủ công nghiệp nông thôn để hình thành một hiện tượng rộng lớn hơn, hay công nghiệp hóa sơ khai thực sự là công nghiệp hóa.
Các học giả khác lại xây dựng và phát triển lý luận về công nghiệp hóa sơ khai, hoặc tóm tắt lại các luận điểm của nó - về vai trò của công nghiệp hóa sơ khai đối với sự phát triển của hệ thống kinh tế và xã hội hiện đại ban đầu của châu Âu và Cách mạng Công nghiệp. Bên ngoài châu Âu, các ví dụ chính về các hiện tượng kinh tế được các nhà sử học phân loại là công nghiệp hóa sơ khai là ở Subah Bengal và Đại Tống.